# Celama ralumensis
Celama ralumensis är en fjärilsart som beskrevs av Embrik Strand 1920. Celama ralumensis ingår i släktet Celama och familjen trågspinnare. Inga underarter finns listade i Catalogue of Life.